# Senna saeri
Senna saeri là một loài thực vật có hoa trong họ Đậu. Loài này được (Pittier) H.S.Irwin & Barneby miêu tả khoa học đầu tiên.